# Bouffe-tout
Cet article possède un paronyme, voir Bouftou.
Bouffe-tout est un personnage de la franchise SOS Fantômes. Il apparaît dans les films SOS Fantômes (1984), SOS Fantômes II (1989), le remake SOS Fantômes (2016), et SOS Fantômes : Frozen Empire (2024), dans la série télévisée d'animation : The Real SOS Fantômes, Bouffe-tout ! et Extreme SOS Fantômes, et dans les jeux vidéo : SOS Fantômes : The Video Game (2009), Beeline's SOS Fantômes (2013), SOS Fantômes : Spirits Unleashed (2022) et SOS Fantômes : Rise of the Ghost Lord (2024). Bouffe-tout a été doublé par Ivan Reitman et Adam Ray dans les films et par Frank Welker dans la série animée. Dans The Real SOS Fantômes, il est la mascotte et l'ami des SOS Fantômes (contrairement aux films, où il est un fantôme qu'il faut arrêter).

## Création et conception

### SOS Fantômes
Lors de la pré-production de SOS Fantômes, Ivan Reitman a fait remarquer que Bouffe-tout était un peu comme Bluto dans le film Animal House, comme le fantôme de John Belushi.
L'artiste d'effets spéciaux Steve Johnson a sculpté sur le plateau le fantôme glouton, gluant et vert, alors connu uniquement sous le nom de "fantôme à tête d'oignon" en raison de l'odeur désagréable de la marionnette. Désormais communément connu sous le nom de "Bouffe-tout", il ne s'appelait ainsi qu'en 1986 dans la série télévisée d'animation The Real SOS Fantômes. Le développement de la conception Bouffe-tout a pris six mois et environ 300 000 $.   Il a connu de nombreuses variations, que Johnson a imputées à l'interférence de l'exécutif par le biais de la microgestion, des ajustements constants et des notes contradictoires sur la manière de modifier chaque détail. Il a déclaré : "Au début, ils demandaient un 'sourire avec les armes' mais avant que je m'en rende compte ... 'donnez-lui 13% de pathos en plus, mettez-lui des oreilles, enlevez-lui les oreilles, moins de pathos, plus de pathos, agrandissez son nez, maintenant son nez est trop gros, réduisez son nez ... Rendez-le plus caricatural, rendez-le moins caricatural. "
La veille de son échéance, Johnson a appris qu'Aykroyd et Ramis voulaient que Bouffe-tout soit un hommage à l'image de John Belushi. Avec ces informations et une série de tirs à la tête de Belushi, Johnson a pris au moins trois grammes de cocaïne et a cru que le fantôme de Belushi lui rendait visite pour l'encourager. C'est au cours de cet épisode qu'il a sculpté le design final du Bouffe-tout qui apparaît dans le film. Aykroyd a admis que le personnage était inspiré par Belushi, en particulier par son corps. Ramis a déclaré que la comparaison n'était pas malveillante, expliquant que Belushi était la personne la plus susceptible de trébucher sur une table basse et de renverser une bibliothèque. Le modèle avait trois visages interchangeables pour des expressions plus grandes, tandis que des caractéristiques plus petites comme le clignement des yeux étaient contrôlées par des câbles et des tiges par une équipe de marionnettistes. Des modèles plus petits, de la taille d'un œuf, ont été conçus pour des mouvements moins animés, comme voler autour du plafond de la salle de bal de l'hôtel Sedgewick.  La marionnette Bouffe-tout grandeur nature a été interprétée par Mark Bryan Wilson, qui portait la combinaison en caoutchouc mousse renforcée d'élasthanne tout en étant filmée sur un fond noir.  Comme les mouvements de Wilson étaient limités par les câbles de la marionnette, la caméra a été déplacée autour de lui pour simuler le mouvement.  Wilson a travaillé avec des accessoires surdimensionnés pour que le fantôme apparaisse plus petit une fois intégré à l'action réelle.
Pour le tournage en direct, dans la scène où Ray effraie Bouffe-tout, un chariot de service de chambre le suivait. Le chariot était motorisé et piloté par le dessous par l'un des membres de l'équipage de Chuck Gaspar. Bien entendu, lorsque le chariot tombe en panne, le conducteur n’est pas présent. La photo de Bouffe-tout traversant le mur a été tournée par Entertainment Effects Group et incorporée optiquement plus tard.

### SOS Fantômes II
Bouffe-tout n'a pas toujours fait partie intégrante du scénario de SOS Fantômes II. La question de savoir s'il devait comparaître ou non a fait l'objet d'un débat considérable. L'attrait de Bouffe-tout s'est répandu parmi les enfants, en partie grâce au premier film et à The Real SOS Fantômes. Bouffe-tout a reçu une intrigue secondaire et a été écrite dans le film : Bouffe-tout mangerait divers aliments dans la caserne des pompiers pendant que Louis Tully essaierait de le piéger, puis ils deviendraient amis. Michael Gross a demandé que des éléments de la version animée de Bouffe-tout soient incorporés dans le film. Tim Lawrence et Thom Enriquez ont travaillé sur un nouveau design. Pendant ce temps, Bobby Porter a été appelé pour incarner Bouffe-tout. Certaines des technologies et techniques utilisées pour Nunzio Scoleri ont été utilisées pour Bouffe-tout – la tête divisée, les mâchoires pneumatiques, SNARK et une grosse combinaison – un changement par rapport au premier film où il était marionnettiste. Ensuite, Bouffe-tout a été supprimé du script. Porter a été libéré.
Deux semaines plus tard, Bouffe-tout était de retour dans le scénario et avait un rôle plus important. Cependant, Porter n'était plus disponible. Le coordinateur des effets, Ned Gorman, se souvient avoir travaillé avec Robin Navlyt sur Willow et elle a été recrutée. Navlyt avait la même taille que Porter et s'intégrait très bien à la combinaison. Chris Goehe et son équipe d'atelier de moulage ont réalisé un casting complet d'elle et Al Coulter a travaillé sur une nouvelle calotte. Le tournage de Bouffe-tout s'est terminé à l'approche du premier jour de tournage. Michael Gross était sur place pour pousser l'équipage à garder Bouffe-tout subtil et à réduire toute approche compliquée pour le déplacer. Les segments de Bouffe-tout ont été jugés intrusifs par le public des avant-premières. Lors du montage, Ivan Reitman a décidé de limiter le rôle de Bouffe-tout même si toutes les scènes scénarisées étaient filmées et terminées. En fin de compte, les scènes de Bouffe-tout ont été réduites à deux brefs plans plus un pendant les titres finaux.

### Origine du nom
Dans le scénario de SOS Fantômes et dans le film lui-même, Bouffe-tout n'est jamais appelé par un nom (le terme « Bouffe-touts » est utilisé pour identifier une sorte de fantôme). La créature a été appelée "The Onionhead Ghost" par l'équipe du film, et dans le générique de clôture du film, Steve Johnson est crédité comme le sculpteur de "Onionhead". Bouffe-tout a été commercialisé sous le nom de « le fantôme vert » dans la marchandise initiale de The Real SOS Fantômes. Lorsque la série de dessins animés a été produite, et en réponse au nom souvent donné au personnage par le public, les scénaristes ont renommé le fantôme vert "Bouffe-tout", et le nom est resté sur toutes les propriétés ultérieures de SOS Fantômes, y compris SOS Fantômes II et SOS Fantômes : Répondez à l'appel., bien que le personnage n'ait jamais été appelé Bouffe-tout dans aucun des deux films. Bien que Bouffe-tout ait été appelé « The Green Ghost » au début de la gamme de jouets associée, dans les versions ultérieures de sa première figurine, une étiquette supplémentaire a été appliquée, spécifiant « Connu sous le nom de « Bouffe-tout » dans l'émission télévisée Real SOS Fantômes ».
L'explication narrative du nom de Bouffe-tout a été révélée dans le onzième épisode de The Real SOS Fantômes, "Citizen Ghost" (première diffusion le 22 novembre 1986). Un flash-back illustrant comment les SOS Fantômes se sont liés d'amitié avec Bouffe-tout révèle que le fantôme était ainsi surnommé par Ray Stantz.
Dans SOS Fantômes : Le Jeu Vidéo, selon son Tobin's Spirit Guide, Stantz a nommé le fantôme vert Bouffe-tout pour agacer Venkman, qui nourrit toujours une rancune contre la créature.

## Personnage
Tout au long du premier film, Bouffe-tout semble manquer d'intelligence, se souciant uniquement de gagner de la nourriture (comme des hot-dogs). Dans le deuxième film, Bouffe-tout apparaît plus gros et plus intelligent et peut conduire un bus, et dans The Real SOS Fantômes, montrant la compassion de Ray Stantz et embrassant Janine, bien que toujours ennuyeux et taquinant Peter Venkman (qui le surnomme parfois "Spud"). Le redémarrage de 2016 présente une incarnation différente de Bouffe-tout, qui ravage un chariot à hot-dogs et, après une attaque des SOS Fantômes, vole l' Ecto-1 pour faire une balade avec sa petite amie, Lady Bouffe-tout, et d'autres fantômes.
Ses origines ont été racontées par la bande dessinée Marvel UK The Real SOS Fantômes #22, bien qu'elle ne soit pas canonique par rapport à la série de films et à la série télévisée d'animation. Il est expliqué qu'il était le roi Remils ("Bouffe-tout" à l'envers), un roi obèse décédé d'une insuffisance cardiaque, tandis qu'une scène supprimée du film SOS Fantômes de 2016 était censée développer les origines de la continuité redémarrée de Bouffe-tout : de son vivant, Bouffe-tout était un gangster qui a tué un serveur de restaurant dont la commande était incorrecte, entraînant son emprisonnement et son exécution. Après sa mort, les SOS Fantômes le rencontrent dans le même restaurant, mais en raison de la nature expérimentale de leur équipement, ils le défigurent par inadvertance, lui détruisant les jambes et le rendant vert, avant qu'il ne s'échappe. Dans le Tobin's Spirit Guide d'Erik Burnham, les SOS Fantômes croient que Bouffe-tout a été invoqué par le propriétaire de l'hôtel Sedgewick, Godfrey M. Sedgewick (qui était l'un des disciples d' Ivo Shandor) au début des années 1920 après qu'un rite ait mal tourné.

## Les apparences

### Film

#### Continuité originale

##### Chasseurs de fantômes(1984)
Exprimé par Ivan Reitman, Bouffe-tout (qui n'a pas été nommé avant The Real SOS Fantômes) était un fantôme légendaire pour tous les membres du personnel d'origine de l'hôtel Sedgewick. Son territoire habituel était le douzième étage, mais ses sorties étaient généralement non violentes et consistaient simplement à se gaver de nourriture provenant des chariots du service de chambre. En conséquence, l’ hôtel a pu garder un œil sur les problèmes surnaturels pendant un certain temps. Pour une raison quelconque, l'heure d'arrivée imminente de Gozer a incité Bouffe-tout (et de nombreux autres fantômes) à être beaucoup plus actif que d'habitude. Finalement, le personnel n'a plus pu garder le fantôme secret et a appelé les SOS Fantômes. Cependant, l’équipe n’avait pas encore complètement testé son équipement et n’était pas complètement préparée à une capture complète. Ray Stantz a tenté de tenir Bouffe-tout tout seul, mais le fantôme s'est échappé à travers un mur, a chargé Peter Venkman et l'a recouvert de résidus ectoplasmiques.
Bouffe-tout s'est enfui dans la salle de bal de l'Alhambra de l'hôtel, où les SOS Fantômes ont réussi à l'attraper et à le piéger après avoir causé d'importants dégâts matériels. Stantz l'a chargé dans l'entrepôt de l'équipe en guise de démonstration pour Winston Zeddemore après que ce dernier ait été embauché pour travailler pour eux. Lui et tous les autres fantômes capturés ont été libérés lorsque Walter Peck a ordonné la fermeture de l'installation. Bouffe-tout s'est réfugié dans un chariot à hot-dogs peu de temps après, surprenant grandement le vendeur en l'ouvrant. Après la défaite de Gozer, le générique de clôture du film commence avec des scènes des SOS Fantômes célébrées par les citoyens de New York. Le dernier plan du film montre Bouffe-tout volant vers l'écran, après quoi le film passe au noir et le reste du générique défile.

##### SOS Fantômes II(1989)
Encore une fois exprimé par Ivan Reitman, et maintenant officiellement connu sous le nom de Bouffe-tout (en raison de la popularité de The Real SOS Fantômes), Bouffe-tout apparaît pour la première fois dans SOS Fantômes II lorsque Louis Tully a surpris Bouffe-tout en train de manger son déjeuner, vers lequel ils se sont enfuis tous les deux, effrayés l'un de l'autre.. Dans une scène supprimée se déroulant entre la scène avec la baignoire de Dana et la scène avec Dana et Venkman sortant dîner (mentionnée dans la romanisation), Louis tente d'attraper Bouffe-tout en utilisant un pack de protons en l'appâtant avec du poulet frit.
Plus tard dans le film, le soir du Nouvel An, Louis décide de prendre un pack Proton et d'aider les SOS Fantômes. Dans une tentative de dissiper leur malentendu initial, Bouffe-tout a aidé un Louis épuisé en le conduisant au Manhattan Museum of Art (auquel Louis se demande comment il a obtenu un permis pour conduire un bus).

#### Chasseurs de fantômes(2016)
Bouffe-tout apparaît dans le film de 2016 SOS Fantômes : Répondez à l'appel, exprimé par Adam Ray et marionnettisé par Ronald Binion (qui rentre dans le costume du personnage) et Rick Lazzarini (qui actionnait ses commandes faciales). Après que Rowan North ait déclenché une armée de fantômes sur New York, les SOS Fantômes voient une lueur verte provenant d'un stand de hot-dogs et trouvent Bouffe-tout à l'intérieur. Bouffe-tout détourne rapidement l' Ecto-1 et s'en va. Les SOS Fantômes sont incapables de l'arrêter. Bouffe-tout est vu plus tard conduisant l'Ecto-1 autour de New York et plusieurs de ses amis fantomatiques. Alors que le Bouffe-tout original a été créé comme une goutte androgyne sans caractéristiques de genre, SOS Fantômes : Répondre à l'appel présente un personnage féminin "Lady Bouffe-tout" avec un rouge à lèvres rouge et un nœud papillon dans ses cheveux blonds (exprimé par Robin, le marionnettiste en costume Bouffe-tout de SOS Fantômes II). Shelby). Les SOS Fantômes amènent plus tard les deux Bouffe-touts à écraser l'Ecto-1 dans le portail pour provoquer une « inversion protonique totale » et fermer le portail.
Le rôle de Bouffe-tout en tant que premier fantôme détruit par les SOS Fantômes a été rempli par un esprit ressemblant à une gargouille, Mayhem, au Stonebrook Theatre. Il a même la même couleur que celui de Bouffe-tout.

#### SOS Fantômes: Empire Gelé(2024)
En décembre 2023, il a été révélé que Bouffe-tout devait apparaître dans le film 2024, SOS Fantômes : Frozen Empire. Dans le film, Bouffe-tout est accroupi dans le grenier de la caserne des pompiers, vivant dans un tas d'emballages de bonbons et de collations abandonnés, sa bave s'infiltrant occasionnellement dans les chambres du dessous. Trevor le découvre là-bas et tente de l'attraper, mais échoue. Au point culminant du film, après que le Possesseur ait tenté et échoué de tuer Phoebe en utilisant son propre pack de protons, il s'enfuit et prend possession d'une pizza ; Bouffe-tout apparaît rapidement et le dévore, mettant accidentellement fin à cette menace.
Dans le film, Bouffe-tout est exactement tel qu'il est apparu dans SOS Fantômes (1984) en tant que patate "Onionhead" méchante, verte, gloutonne et laide ; le costume a été fabriqué à partir des mêmes moules utilisés lors du tournage du premier film, en ignorant les looks des films SOS Fantômes II (1989), SOS Fantômes (2016) et de la série télévisée d'animation The Real SOS Fantômes (1986 - 1991).

### Télévision

#### Les vrais chasseurs de fantômes
Après que les SOS Fantômes aient arrêté Gozer, ils ont commencé à reconstruire leur caserne. Au cours de ce processus, le fantôme vert de l'hôtel Sedgewick les a observés secrètement. Une fois la caserne entièrement restaurée, un dîner de célébration a eu lieu. Le fantôme s'est fait connaître et a tenté de voler la nourriture. Janine Melnitz a supposé que le fantôme était solitaire et que les SOS Fantômes ont été les premiers humains à lui prêter attention. Les SOS Fantômes ont rejeté sa théorie. Au cours des mois suivants, ils ont occasionnellement vu Bouffe-tout.
Ray Stantz a pris goût au fantôme et l'a nommé « Bouffe-tout » pour ennuyer Venkman. Lorsque les SOS Fantômes ont été attaqués par leurs Doppelgängers fantomatiques, Bouffe-tout a distrait les entités suffisamment longtemps pour qu'elles soient vidées de leur énergie. Les SOS Fantômes ont alors réussi à les maîtriser et à les piéger. Les SOS Fantômes ont désormais accepté d’adopter Bouffe-tout. Selon une déclaration officielle à la presse faite par Venkman, Bouffe-tout est autorisé à se déplacer librement pour "les recherches scientifiques en cours".

##### Plus mince!et Les vrais SOS Fantômes
En 1988, Bouffe-tout a lancé sa propre série de dessins animés principalement destinée aux jeunes enfants. Contrairement à la série précédente, Bouffe-tout était capable de très bien parler. De nombreux épisodes de Bouffe-tout ! n'avait pas grand-chose à voir avec la franchise SOS Fantômes, il s'agissait simplement d'événements quotidiens pour Bouffe-tout. Comme dans le premier film, il hante toujours l'hôtel Sedgewick, le visitant dans de nombreux épisodes en tant que nuisible en visite.
Bouffe-tout s'est vu donner des ennemis personnels dans la série, comme un scientifique excentrique nommé professeur Dweeb qui voulait capturer Bouffe-tout afin de l'étudier, un chat de gouttière nommé Manx, un chien nommé Bruiser et deux fantômes nommés Goolem et Zugg.

#### Chasseurs de fantômes extrêmes
Après la dissolution des SOS Fantômes, Bouffe-tout est resté avec Egon Spengler alors qu'il surveillait l'unité de confinement dans la caserne des SOS Fantômes. En 1997, lors d'une soudaine recrudescence d'activités surnaturelles, Bouffe-tout s'est rendu dans la classe d'Egon pour l'informer de la mauvaise nouvelle. Après la formation des "Extreme SOS Fantômes", Bouffe-tout les rejoignit dans leurs affaires.
L'apparence de Bouffe-tout était légèrement différente de celle de la série précédente, car il avait une queue fantomatique et un visage légèrement plus grand, moins compact que la série précédente. Contrairement à la version de Bouffe-tout des Real SOS Fantômes et SOS Fantômes II, cette version se comportait un peu comme la version des SOS Fantômes originaux. La voix de Bouffe-tout était sensiblement plus haute que dans The Real SOS Fantômes, car il était exprimé par Billy West, au lieu de Frank Welker, qui a repris son rôle de Ray dans la finale en deux parties de la série "Back in the Saddle".

#### Les stars du dessin animé à la rescousse
Bouffe-tout, tel qu'il est apparu dans The Real SOS Fantômes, fait partie des différents personnages de dessins animés qui aident le personnage principal Michael à se détourner de la drogue.
À un moment donné, Bouffe-tout a été repris et gardé dans un réservoir de recherche sur le confinement paranormal dans la caserne des pompiers dans le hall. Egon Spengler l'aurait utilisé pour diverses études paranormales et le Tobin's Spirit Guide révèle que Ray a nommé Bouffe-tout par moquerie envers Peter (un clin d'œil à l'interprétation de Bouffe-tout dans The Real SOS Fantômes). Ray, cependant, faisait parfois référence au fantôme vert Onionhead ou Spud. Bouffe-tout, ainsi que l'autre fantôme qui avait également hanté l'hôtel, Arbison Morguncher (le fantôme paresseux), est glouton. Les spectres d'Evelyn "The Spider-Witch" Lewis, du pêcheur et restaurateur Enzo "Pappy" Sargassi, ainsi que de quelques chasseurs et fantômes invités résident également dans l'hôtel avec eux. Le week-end de Thanksgiving 1991, Bouffe-tout jouait avec les cartes ESP de Peter Venkman à l'intérieur du Paranormal Containment Research Tank.
Le Psi Energy Pulse a endommagé le Tank et Bouffe-tout s'est échappé. L'équipe le trouve en train de regarder l'unité de confinement. Lorsque le Rookie tire, Bouffe-tout l'évite et le Proton Stream frappe l'Unité, libérant le Sloth Ghost. Rookie et Ray ont poursuivi Bouffe-tout dans le sous-sol mais il s'est échappé à travers un mur. Après la capture du Sloth Ghost, les SOS Fantômes se sont dirigés vers l'hôtel Sedgewick, pensant que Ray Bouffe-tout retournerait dans son ancien repaire. Effectivement, Bouffe-tout a été trouvé par Ray, Peter et Rookie en train de manger et de boire sur le plateau de quelqu'un devant la chambre 1218. La recrue a tiré mais Bouffe-tout a couru vers lui et a essayé de se cacher. Rookie l'a réveillé et Bouffe-tout s'est envolé vers les ascenseurs où il est redescendu au rez-de-chaussée (mais pas avant d'avoir fait maigrir Peter une seconde fois). Bouffe-tout est rejoint par Bellhop Ghosts. Avec une activité paranormale renouvelée, Egon choisit de se séparer. Rookie et Peter sont chargés de reprendre Bouffe-tout. Peter croit qu'il se régale dans la salle de bal de l'Alhambra, mais le directeur John O'Keefe barre l'entrée. Peter se regroupe et conduit Rookie à travers la cuisine pour accéder à l'autre entrée de la salle de bal. Rookie et Peter réussissent à piéger Bouffe-tout.
Bouffe-tout est replacé dans un réservoir de recherche sur le confinement paranormal en état de marche lorsque l'équipe revient de Times Square. Lorsqu'Ivo Shandor et ses sectateurs gozariens ont fermé la grille de confinement, Bouffe-tout fait partie des évadés. Après que les SOS Fantômes aient détruit Shandor et soient revenus sur le plan physique, Bouffe-tout slime Ilyssa Selwyn juste au moment où elle et Peter sont sur le point de s'embrasser à Central Park. Dans la version stylisée du jeu, Bouffe-tout vole à nouveau, en liberté, tandis que le Rookie lui tire dessus pendant le générique.

#### Les chasseurs de fantômesde Beeline
Bouffe-tout apparaît dans le jeu SOS Fantômes de Beeline pour iOS. Le jeu est sorti le 24 janvier 2013. Le rôle de Bouffe-tout dans le jeu est que Bouffe-tout s'échappe de l'unité de confinement et flotte autour de la caserne de pompiers de SOS Fantômes. Le joueur peut appuyer sur lui pour une récompense quotidienne, dont la valeur augmente si le joueur est cohérent.

#### Dimensions Légo
Bouffe-tout apparaît comme un personnage jouable dans Lego Dimensions, fourni avec le véhicule "Slime Shooter", avec Frank Welker reprenant son rôle vocal. Il fait des apparitions dans la campagne principale, causant des problèmes aux héros, tandis qu'un niveau bonus adaptant le premier film recrée sa rencontre originale avec les SOS Fantômes à l'hôtel Sedgewick. Il apparaît également comme donneur de quête dans le monde d'aventure de SOS Fantômes. Il apparaît à nouveau dans le cadre du Story Pack SOS Fantômes (2016), recréant son rôle dans les événements de l'histoire du film redémarré.

## Dans d'autres médias
- Bouffe-tout fait une apparition dans la publicité du Super Bowl 2014 de RadioShack, avec l'artiste numérique de Tom Spina Designs, Inc., Tyler Ham, qui a fidèlement recréé l'apparence "Onionhead" du personnage du film original grâce à l'utilisation de CGI[12].
- Bouffe-tout fait une apparition dans une publicité Walmart 2019. Il a été vu en train de manger des sacs d'épicerie dans le coffre de l' Ecto-1.
- Bouffe-tout est apparu aux côtés de Janine Melnitz dans une série de publicités pour Quickbooks.
- Bouffe-tout a perdu contre le Ghost Jogger lors du premier tournoi Ghost Madness organisé par Bouffe-tout's Brother sur Instagram en avril 2022[13]
- Il est apparu dans des publicités pour Hi-C Ecto-Cooler en 1987 pour promouvoir The Real SOS Fantômes[14].

## Les références
1. ↑  Shay, Don (November 1985). Making Ghostbusters, p. 78 annotation. New York Zoetrope, New York, USA,  (ISBN 0918432685). Joe Medjuck says: "One day, during preproduction, we were all sitting around talking about the Onionhead concept, and Ivan remarked that the character was sort of like Bluto in Animal House – like the ghost of John Belushi, in a way, Danny, who was obviously a good friend of John's, never argued with that. Even so, we never officially said that and we never mentioned it in the script. It was just one way to look at the character because Onionhead's grossness is like Bluto's in Animal House. We certainly never expected anyone to recognize him as such, although somehow the word did get out and we received some calls from a few newspapers saying they'd heard we had the ghost of John Belushi in our movie."
2. 1 2  Waddell 2016, p. 42.
3. ↑  McCabeC 2016, p. 80,82.
4. ↑  McCabeC 2016, p. 80.
5. ↑  Shay, Don (November 1985). Making Ghostbusters, p. 75 annotation. New York Zoetrope, New York NY USA,  (ISBN 0918432685). Paragraph reads: "During effects photography, the Onionhead suit was worn by Mark Wilson. Full-figure shots required that his legs – which extended out from beneath the legless torso – be draped with black velvet for maximum concealment. Although Wilson provided the major movements for Onionhead, a team of puppeteers – wearing helmets or behind plexiglass in this food-throwing scene – produced the more subtle, cable-actuated expressions. Oversized props were used so that when composited with live-action, the ghost could be made to appear smaller than human-size."
6. ↑  Shay, Don (November 1985). Making Ghostbusters, p. 78 annotation. New York Zoetrope, New York, USA,  (ISBN 0918432685). "The room service cart which trails along behind the Onionhead as it flies through the hotel corridors was actually a motorized vehicle, piloted from underneath by one of Chuck Gaspar's crew members. For the scene where it crashes and overturns, the driver was removed and the cart merely pushed into the wall. The ghost itself – which passes through the solid surface leaving a slimy, dripping residue behind – was shot on stage at Entertainment Effects Group and incorporated optically in the live-action photography."
7. 1 2 3  Eisenberg, Adam (November 1989). Ghostbusters Revisited, Cinefex magazine #40, page 21. Cinefex, USA.
8. ↑  Eisenberg, Adam (November 1989). Ghostbusters Revisited, Cinefex magazine #40, page 18 footnote. Cinefex, USA.
9. ↑  Locke, « At Last: The Untold Backstory of Slimer From Ghostbusters », Wired, 15 juillet 2016 (consulté le 8 août 2016)
10. ↑  Miska, « ‘Ghostbusters: Frozen Empire’ Display Teases the Return of Slimer! [Image] », Bloody Disgusting, 11 décembre 2023 (consulté le 24 décembre 2023)
11. ↑  Cooper et Sandwell, « Ghostbusters: Frozen Empire's Mckenna Grace explains "important" Phoebe change », Digital Spy, Hearst UK, 22 mars 2024 (consulté le 28 mars 2024)
12. ↑  « Ghostbusters Digital Slimer Costume Sculpture » (consulté le 6 décembre 2021)
13. ↑  « Slimer's Brother » (consulté le 3 mars 2024)
14. ↑  « The Mostly Complete History of Ecto Cooler » (consulté le 24 mars 2024)